# Palmera datilera de Judea
La palmera datilera de Judea és una palmera datilera (Phoenix dactylifera) cultivada a Judea. No és clar si mai va haver-hi un únic cultivar de Judea diferent, però els dàtils cultivats a la regió han tingut una reputació distintiva durant milers d'anys, i antigament la palmera datilera era considerada com un símbol de la regió i la seva fertilitat. El cultiu de dàtils a la regió gairebé va desaparèixer després del xiv dC per una combinació del canvi climàtic i la decadència de les infraestructures, però l'han reviscuda actualment.
L'any 2005, un equip de científics va generar una llavor preservada de 2.000 anys d'antiguitat, la llavor més antiga germinada amb ajuda humana (i el 2012 es va afirmar que una flor àrtica de 32.000 anys d'antiguitat implicava teixit del fruit en lloc d'una llavor). La palmera, un arbre masculí, va rebre el nom de Matusalem (no s'ha de confondre amb un pi del mateix nom). Després d'aquest èxit, van brotar sis llavors conservades més.

## Història
El fruit de la palmera datilera es va considerar un aliment bàsic al desert de Judea, ja que va ser una font d'aliment i el seu arbre de refugi i ombra durant milers d'anys i es va convertir en un símbol reconegut del Regne de Judà. Va créixer al voltant del mar Mort al sud, fins al mar de Galilea i les regions de la vall d'Hula al nord. L'arbre i el seu fruit van fer que Jericó es convertís en un important nucli de població i s'elogia a la Bíblia hebrea possiblement diverses vegades de manera indirecta, com en els salms (12-15&l=ca Salms  92: 12-15), "El mateix just florirà com ho fa una palmera", i els grups de palmeres datileres (hebreu: תַּלְתַּלִּים‎) s'esmenten al Càntic dels Càntics (cançó de les cançons 7: 7).
A l'antiguitat, les palmeres datileres s'utilitzaven per les seves suposades propietats medicinals per curar moltes malalties i infeccions, afavorint la longevitat i actuant com un afrodisíac lleu. S'han fet estudis moderns per intentar confirmar el seu valor medicinal.
La seva semblança estava gravada als sicles, l'antiga unitat monetària hebrea. Segons fonts històriques, el seu sabor era una mica esplèndid. Ja al segle v aC, Heròdot va assenyalar que la major importància dels dàtils de Judea era que eren més secs i menys peribles que les d'Egipte i, per tant, aptes per a l'emmagatzematge i l'exportació, cosa que encara avui és una distinció important. Plini el Vell, naturalista romà del segle i dC, va escriure que els dàtils de Jericó eren coneguts per la seva suculència i dolçor, tot i que en distingia una considerable varietat i en discutia diverses varietats pel seu nom.
Quan l'Imperi Romà va envair l'antiga Judea, espessos boscos de palmera datilera de fins a 24 m d'alçada i 11 km d'amplada cobrien la vall del riu Jordà des del mar de Galilea al nord fins a les costes del mar Mort al sud. L'arbre va definir l'economia local de tal manera que l'emperador romà Vespasià va celebrar la reconquesta després de la Primera Revolta Jueva (66–70 dC) encunyant la moneda de Judea Capta, una sèrie de monedes que de vegades representaven Judea com una dona de dol sota una palmera datilera. La palmera pot aparèixer a la moneda en combinació amb la dona de dol o sense ella. Andrea Moresino-Zipper contesta que, en el primer cas, és la dona la que simbolitza la Judea vençuda i la palmera imponent i dominant representa la Roma victoriosa, mentre que en el segon cas la palmera representa Judea.
Un disseny de moneda antiga que representa una palmera datilera i dues cistelles plenes de dàtils s'ha reutilitzat per a la cara frontal de la moderna moneda israeliana de deu xéquels.

### Declivi
De vegades s'afirma que el cultiu de dàtils com a exportació comercial de fruites es va aturar a finals del 70 dC, quan els romans van destruir el Segon Temple. No obstant això, l'estudi de fonts contemporànies indica que la indústria del dàtil va continuar a Judea durant tot el període romà i que, efectivament, el tresor imperial romà va recaptar una bona part dels beneficis. Asaph Goor, en el seu article de 21 pàgines History of the Date through the Ages in the Holy Land, no esmenta mai cap devastació romana de les palmeres datileres, sinó que cita nombrosos relats contemporanis que testimonien l'extensió continuada del cultiu de dàtils a través de l'època romana. Goor només detecta una disminució del cultiu de dàtils durant el període de domini àrab primerenc i especialment durant les croades, quan assenyala que la devastació de la regió va ser especialment dura per a les plantacions de palmeres. Tanmateix, malgrat això, el cultiu extensiu va persistir a Jericó i Zoara, fins que l'economia agrària es va enfonsar durant el domini dels mamelucs al voltant del segle xiv, cosa que atribueix a un canvi en el clima.
 Goor cita diversos viatgers posteriors del període otomà a la zona sobre la raresa de les palmeres datileres, inclòs Pierre Belon, que el 1553 es va burlar de la idea que la regió podria haver produït mai la generositat de dàtils reportades en fonts antigues.
Les recerques climatològiques han demostrat que immediatament després de l'any 1000, el clima es va tornar més fred i humit, va assolir un màxim cap al 1600, seguit d'un segle de calor intens i sequera, i de nou en èpoques més fredes amb més precipitacions.
Un estudi de 1974 culpa de l'activitat humana de la desaparició de les palmeres datileres del segle xv de la regió de Jericó-Ein Gedi, però Goor planteja la possibilitat que el canvi climàtic va provocar que les fonts de la zona aportessin menys aigua, cosa que va perjudicar el cultiu intensiu en aigua de palmeres datileres.

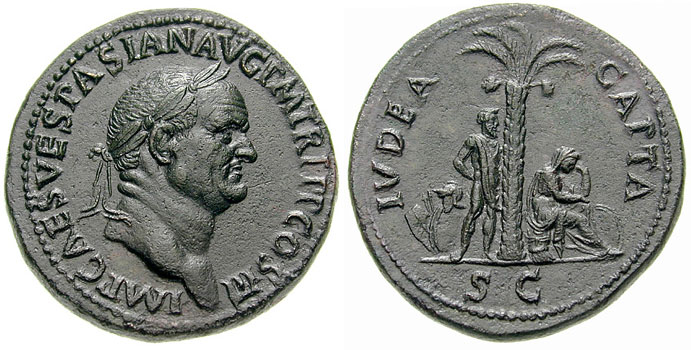
Moneda de Vespasià per celebrar la victòria sobre els rebels. La llegenda diu: IVDEA CAPTA. ("Després de la captura de Judea")

## Simbolisme
El llibre Plants of the Bible (Plantes de la Bíblia) de Michael Zohary diu: «La paraula hebrea per a la palmera datilera és ‘tàmâr ... es va convertir en el símbol de la gràcia i elegància dels jueus i, sovint se les va atorgar a les dones". Per exemple, la bella filla del rei David va ser anomenada Tamar.

## Germinació de les llavors de 2.000 anys d'antiguitat

### Llavors antigues
Entre 1963 i 1965, les excavacions al palau d'Herodes el Gran a Masada, Israel, van revelar un emmagatzematge de llavors de palmera datilera conservat en un flascó antic.
Feia mil·lennis que havien viscut un entorn molt sec i protegit. La datació amb radiocarboni a la Universitat de Zuric va confirmar que les llavors dataven entre el 155 aC i el 64 dC. Les llavors es van guardar durant 40 anys a la Universitat Bar-Ilan, Ramat Gan.
Havien experimentat un ambient molt sec i protegit durant mil·lennis. La datació per radiocarboni a la Universitat de Zúric va confirmar que les llavors dataven entre el 155 aC. i el 64 dC. Les llavors es van guardar durant 40 anys a la Universitat Bar-Ilan, Ramat Gan.

### Germinació i creixement
La doctora Sarah Sallon va tenir la iniciativa de fer germinar unes llavors mil·lenàries, i va convèncer l'emmagatzematge arqueològic de la Universitat Hebrea de Jerusalem per compartir-ne algunes. Va desafiar a la seva amiga, la doctora Elaine Solowey, del Centre d'Agricultura Sostenible de l'Arava Institute for Environmental Studies, amb la tasca i l'any 2005 la doctora Soloway va aconseguir germinar diverses llavors, després de pretractar-les en una solució ordinària de fertilitzant i hormones de creixement. Tres de les llavors es van plantar posteriorment al Quibuts Ketura, Israel, al desert del Wadi Araba al sud d'Israel. La planta va rebre el sobrenom de "Matusalem" en honor a la persona més longeva que figura a la Bíblia.
Matusalem va florir el març de 2011 i és masculí. El juny de 2008, l'arbre tenia gairebé una dotzena de fulles i feia gairebé 1,4 m d'alçada. El novembre de 2011 tenia 2,5 m d'alçada, després d'haver estat trasplantat de test a terra. Al maig de 2015, la palmera feia 3 m d'alçada i estava produint pol·len. Al febrer de 2020, Matusalem havia arribat als 3,5 m.

### Nous brots i plans de pol·linització
A partir de l'any 2012, hi havia plans provisionals per l'encreuament de la palmera amb el que es considerava el seu parent més proper existent, la Palmera Hayani d'Egipte, per generar fruit el 2022 tanmateix, dues palmeres femelles de Judea han brotat des de llavors. L'any 2015 Matusalem havia produït pol·len que s'ha utilitzat amb èxit per pol·linitzar palmeres datileres femelles.
A partir del 2019, s'han cultivat un total de trenta-dues llavors de palmera datilera de Judea des d'ubicacions de la zona del mar Mort, i sis plançons (Adam, Jonah, Uriel, Boaz, Judith i Hannah) han sobreviscut. Al febrer de 2020, Adam feia 1,5 metres d'alçada. Tant Adam com Jonah han produït flors. Com que diverses plàntules són femelles, s'espera que sigui possible pol·linitzar una o més de les palmeres datileres femenines de Judea amb el pol·len de Matusalem. Es van seqüenciar i analitzar els genomes d'aquestes palmeres datileres de Judea germinades a partir de llavors antigues.
A partir del juny de 2021, les dàtils han crescut a partir de la pol·linització de Hannah, un dels exemplars femenins, per part de Matusalem. Els dàtils collits estan en fase d'estudi pel que fa a les seves propietats i valors nutricionals.
Els investigadors de l'Institut Arava d'Estudis Ambientals del quibuts de Ketura planegen cultivar dàtils ressuscitats de llavors trobades a jaciments arqueològics al desert de Judea i Masada en grans quantitats utilitzant cultiu de teixits, i després establir a les plantacions comercials.

### Cultius relacionats genèticament
En comparació amb altres tres varietats de palmera datilera, les proves genètiques van demostrar que la planta estava estretament relacionada amb l'antiga varietat egípcia Hayani, el 19% del seu ADN era diferent i un cultivar iraquià (un 16% d'ADN diferent). És possible que hagin compartit el mateix avantpassat salvatge.
A més del seu lloc d'honor a la història de Judea, la palmera pot aportar característiques útils, com ara la tolerància ambiental i la resistència a les malalties, als conreus de dàtils moderns.